# ジョン・モラガ
ジョン・モラガ（John Moraga、1984年3月20日 - ）は、アメリカ合衆国の男性総合格闘家。アリゾナ州フェニックス出身。アリゾナ・コンバット・スポーツ/MMAラボ所属。

## 来歴
アリゾナ州立大学在学時にはレスリング部に所属。オールアメリカンに2度選出された。
2009年プロ総合格闘家デビュー。

### UFC
2012年8月4日、UFC初参戦となったUFC on FOX 4でユリシーズ・ゴメスと対戦し、1RKO勝ち。
2012年12月29日、UFC 155でクリス・カリアソと対戦し、3Rギロチンチョークで一本勝ち。サブミッション・オブ・ザ・ナイトを受賞した。
2013年7月27日、UFC on FOX 8で世界フライ級王者デメトリアス・ジョンソンと対戦し、5R一本負けを喫し王座獲得に失敗した。
2014年1月15日、UFC Fight Night: Rockhold vs. Philippouでフライ級ランキング15位のダスティン・オーティスと対戦し、2-1の判定勝ち。
2014年6月7日、UFC Fight Night: Henderson vs. Khabilovでフライ級ランキング1位のジョン・ドッドソンと対戦し、ドクターストップでTKO負けを喫した。
2015年5月23日、UFC 187でフライ級ランキング2位のジョセフ・ベナビデスと対戦し、判定負け。
2017年1月15日、UFC Fight Night: Rodríguez vs. Pennでフライ級ランキング15位のセルジオ・ペティスと対戦し、判定負け。
2017年10月7日、UFC 216でフライ級ランキング15位のマゴメドフ・ビブラトフと対戦し、左フックでKO勝ち。パフォーマンス・オブ・ザ・ナイトを受賞した。
2018年4月14日、UFC on FOX 29でフライ級ランキング6位のウィルソン・ヘイスと対戦し、判定勝ち。
2018年8月25日、UFC Fight Night: Gaethje vs. Vickでフライ級ランキング14位のデイブソン・フィゲイレードと対戦し、TKO負け。

## 戦績
| 総合格闘技 戦績 | 総合格闘技 戦績 | 総合格闘技 戦績 | 総合格闘技 戦績 | 総合格闘技 戦績 | 総合格闘技 戦績 | 総合格闘技 戦績 |
| --------------- | --------------- | --------------- | --------------- | --------------- | --------------- | --------------- |
| 24 試合         | (T)KO           | 一本            | 判定            | その他          | 引き分け        | 無効試合        |
| 18 勝           | 3               | 8               | 7               | 0               | 0               | 0               |
| 6 敗            | 1               | 1               | 4               | 0               | 0               | 0               |

| 勝敗 | 対戦相手                   | 試合結果                               | 大会名                                                                               | 開催年月日     |
| ×    | デイブソン・フィゲイレード | 2R 3:08 TKO（左ボディブロー→パウンド） | UFC Fight Night: Gaethje vs. Vick                                                    | 2018年8月25日  |
| ○    | ウィルソン・ヘイス         | 5分3R終了 判定3-0                      | UFC on FOX 29: Poirier vs. Gaethje                                                   | 2018年4月14日  |
| ○    | マゴメドフ・ビブラトフ     | 1R 1:38 KO（左フック）                 | UFC 216: Ferguson vs. Lee                                                            | 2017年10月7日  |
| ○    | アシュカン・モクタリアン   | 5分3R終了 判定3-0                      | UFC Fight Night: Lewis vs. Hunt                                                      | 2017年6月11日  |
| ×    | セルジオ・ペティス         | 5分3R終了 判定0-3                      | UFC Fight Night: Rodriguez vs. Penn                                                  | 2017年1月15日  |
| ×    | マテウス・ニコラウ         | 5分3R終了 判定1-2                      | The Ultimate Fighter 23 Finale                                                       | 2016年7月8日   |
| ×    | ジョセフ・ベナビデス       | 5分3R終了 判定0-3                      | UFC 187: Johnson vs. Cormier                                                         | 2015年5月23日  |
| ○    | ウィリー・ゲイツ           | 3R 4:06 リアネイキドチョーク           | UFC on FOX 13: dos Santos vs. Miocic                                                 | 2014年12月13日 |
| ○    | ジャスティン・スコギンズ   | 2R 0:47 ギロチンチョーク               | UFC Fight Night: Jacare vs. Mousasi                                                  | 2014年9月5日   |
| ×    | ジョン・ドッドソン         | 2R終了時 TKO（ドクターストップ）       | UFC Fight Night: Henderson vs. Khabilov                                              | 2014年6月7日   |
| ○    | ダスティン・オーティス     | 5分3R終了 判定2-1                      | UFC Fight Night: Rockhold vs. Philippou                                              | 2014年1月15日  |
| ×    | デメトリアス・ジョンソン   | 5R 3:43 腕ひしぎ十字固め               | UFC on FOX 8: Johnson vs. Moraga 【UFC世界フライ級タイトルマッチ】                   | 2013年7月27日  |
| ○    | クリス・カリアソ           | 3R 1:11 ギロチンチョーク               | UFC 155: dos Santos vs. Velasquez 2                                                  | 2012年12月29日 |
| ○    | ユリシーズ・ゴメス         | 1R 3:46 KO（肘打ち→パウンド）          | UFC on FOX 4: Shogun vs. Vera                                                        | 2012年4月4日   |
| ○    | ホセ・カルバハル           | 5分3R終了 判定3-0                      | Cage Rage: On the River 2                                                            | 2012年7月7日   |
| ○    | モーリス・センタース       | 5分3R終了 判定3-0                      | Rage in the Cage 160 【RITCバンタム級タイトルマッチ】                                | 2012年6月22日  |
| ○    | マシュー・ガルシア         | 1R 3:10 腕ひしぎ十字固め               | Coalition of Combat: The Bangers Ball                                                | 2012年2月25日  |
| ○    | フレディー・ラックス       | 1R 0:49 リアネイキドチョーク           | Trilogy Championship Fighting: Rumble at the Ranch 2 【TCFバンタム級タイトルマッチ】 | 2011年11月5日  |
| ○    | ナサニエル・ベーカー       | 3R 2:27 腕ひしぎ十字固め               | Martinez Brothers Production: Sun City Battle                                        | 2011年7月9日   |
| ×    | ジョン・ドッドソン         | 5分3R終了 判定0-3                      | Nemesis Fighting: MMA Global Invasion                                                | 2010年12月11日 |
| ○    | オールドー・エスクデロ     | 5分3R終了 判定3-0                      | Rage in the Cage 143                                                                 | 2010年7月31日  |
| ○    | トラヴィス・ハルバーソン   | 1R 1:17 リアネイキドチョーク           | Rage in the Cage 142                                                                 | 2010年6月26日  |
| ○    | パット・ドノヴァン         | 2R 1:12 三角絞め                       | Rage in the Cage 140                                                                 | 2010年3月20日  |
| ○    | エヴァン・モートン         | 3分3R終了 判定3-0                      | Rage in the Cage 139                                                                 | 2010年2月13日  |
| ○    | アル・デカストロ           | 1R 1:15 TKO（パンチ）                  | Rage in the Cage 138                                                                 | 2009年12月4日  |
| ○    | サム・シャピロ             | 3分3R終了 判定3-0                      | Rage in the Cage 136                                                                 | 2009年11月7日  |

## 獲得タイトル
- TCFバンタム級王座（2011年）
- RITCバンタム級王座（2012年）

## 表彰
- レスリング NCAAオールアメリカン（2回）
- UFC サブミッション・オブ・ザ・ナイト（1回）
- UFC パフォーマンス・オブ・ザ・ナイト（1回）